# Owen Garriott
Owen Kay Garriott (Enid (Oklahoma), 22 november 1930 - Huntsville (Alabama), 15 april 2019) was een Amerikaans ruimtevaarder en radiozendamateur met de roepletters W5LFL. 
Owen noemde het maken van radio verbindingen vanuit de ruimte “een plezierig tijdverdrijf”. Hij deed dit dan ook in zijn vrije tijd aan boord. Garriotts eerste ruimtevlucht was Skylab-3 met een Saturnus IB-raket en vond plaats op 28 juli 1973. Tijdens de missie werden er experimenten uitgevoerd aan boord van het ruimtestation Skylab. Ook werd er een tweede zonnepaneel gemonteerd. 
In totaal heeft Garriott twee ruimtevluchten op zijn naam staan. Tijdens zijn missies maakte hij drie ruimtewandelingen. In 1986 verliet hij NASA en ging hij als astronaut met pensioen.
Hij was de vader van ondernemer en ruimtetoerist Richard Garriott.